# Demut
Der Ausdruck Demut kommt von althochdeutsch diomuoti (Hauptwörter: theomuati, deomuati, deohmuati, diumuoti, deumoti, tiemoti, deumuti, diemoti mit den Bedeutungen Demut und Erniedrigung; Adjektiv: demütig, untertan, ‚dienstwillig‘; also eigentlich ‚Gesinnung eines Dienenden‘, ‚Gemüt eines Dieners‘ oder kurz ‚Dienersinn‘). Die Bestandteile des Wortes lassen sich weiter herunterbrechen in die beiden Wörter „dienen“ (dionōn; dio = Knecht) und „Mut“ (muot; auch: Sinn, Seele, Geist, Gemüt, Kraft des Denkens, Empfindens, Wollens). Im Mittelhochdeutschen bedeuteten die Feminina diemüete, diemuot, dêmuot Demut, Herablassung, Milde und Bescheidenheit. Die Demütigung war im Althochdeutschen die Dienstunwilligkeit; heute spricht man von Humiliation oder von Canossa.
Im christlichen Kontext bezeichnet Demut die Haltung des Geschöpfes zum Schöpfer analog dem Verhältnis vom Knecht zum Herrn, allgemeiner die „Tugend, die aus dem Bewusstsein unendlichen Zurückbleibens hinter der erstrebten Vollkommenheit (Gottheit, sittliches Ideal, erhabenes Vorbild) hervorgehen kann“. In der Lutherbibel diente der Begriff zur Übersetzung des biblischen Ausdrucks ταπεινοφροσύνη tapeinophrosýnē (altgriechisch) bzw. dessen lateinischer Übersetzung humilitas.

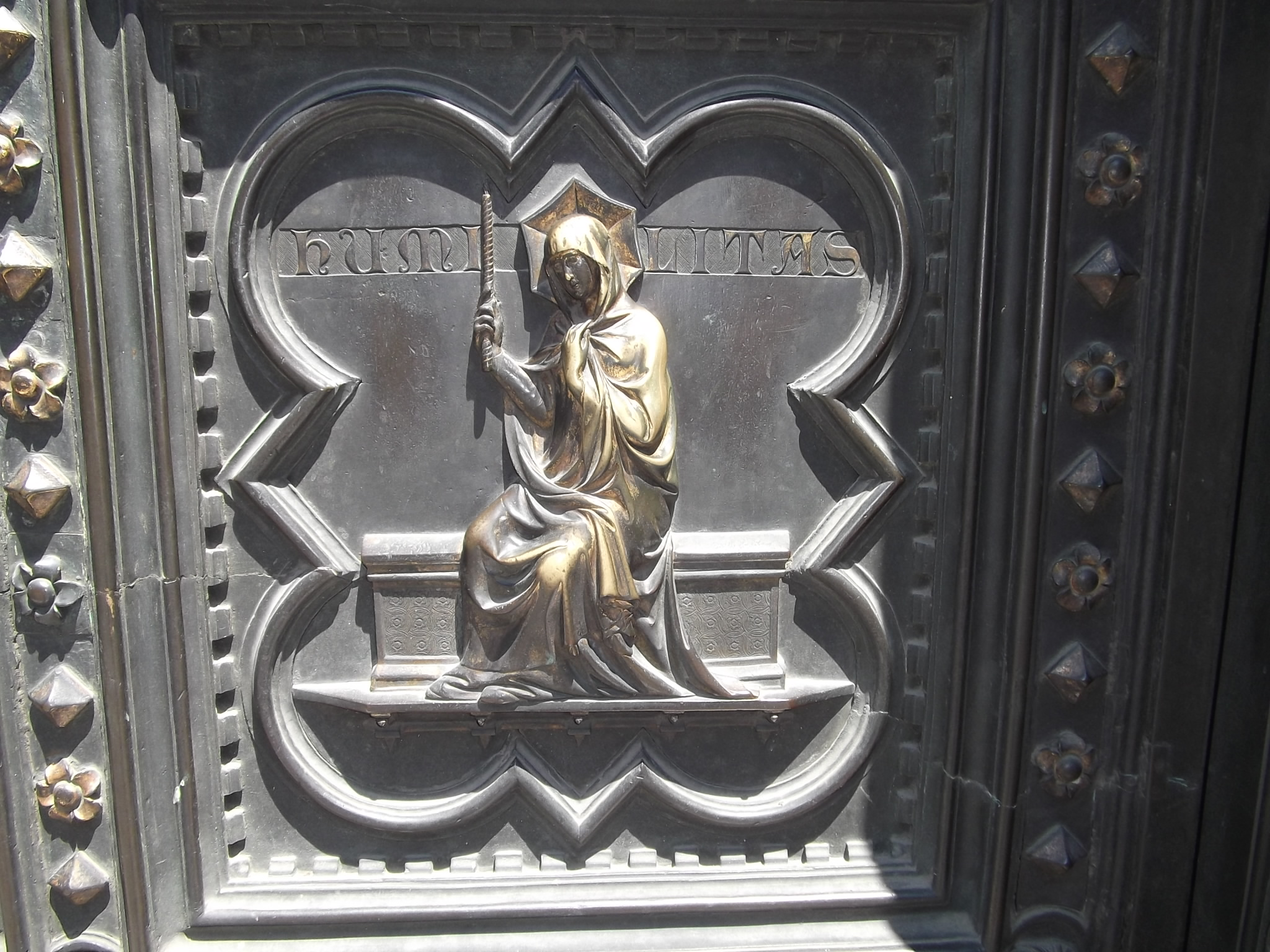
Humilitas (Demut), Personifizierung auf Portal San Giovanni, Florenz

## Begriffserklärung
Der Demütige erkennt und akzeptiert aus freien Stücken, dass es etwas für ihn Unerreichbares, Höheres gibt. Ähnliche Begriffe sind Selbstverleugnung und Servilität. Allgemein wurde die Demut definiert als Liebe zum Dienen, Selbsterniedrigung, tiefe Bescheidenheit, Unterwürfigkeit, Ergebenheit und Humilität. Fremdwörter für das Verb demütigen sind abaissieren und mortifizieren und für das Adjektiv demütigend humiliant sowie kaudinisch.
Zu unterscheiden ist die Demut als innere Haltung und der äußere Ausdruck von Demut, die demütige äußere Erscheinung. Im Idealfall stimmen beide überein. Wer sich demütig gibt, muss deshalb jedoch nicht demütig sein. Und umgekehrt kann derjenige, der hochmütig erscheint, einen echten Stolz und eine damit verbundene innere Demut haben. Wer seine (vorgebliche) Demut zur Schau stellt, ist stolz, nicht demütig. Die Demut besteht dann nur zum Schein.
Die „unechte Demut“ ist entweder eine solche Demut nur zum Schein oder in einem anderen Sinn: die „falsche Demut, Selbsterniedrigung, sklavischer Sinn“. Was man als falsche Demut ansieht, hängt von der Weltanschauung ab. So wird generell Demut eines Menschen vor einem anderen Menschen als „falsche Demut“ angesehen. Der Ausdruck Kriechertum (im Sinne von Selbsterniedrigung gegenüber Menschen) bezeichnet die falsche Demut gegenüber bestimmten Menschen oder auch eine entsprechende Grundhaltung.
Ein Herr-Knecht-Verhältnis ist allerdings nur dann eines mit Unterdrückung und/oder Kriechertum, wenn sich die (falsche) Demut auf ein dualistisch betrachtetes Verhältnis bezieht, bei dem Herr und Knecht als um die potenzielle absolute Souveränität Streitende angesehen werden (und wo der momentane Herr den unterdrückenden, autoritär egoistischen, absolutistischen Part innehat). Im Gegensatz dazu steht z. B. diejenige Variante, wo der Knecht (zumindest teilweise) als eine Teilmenge des größeren Ganzen, genannt Herr, definiert wird, oder diejenige, wo der Knecht und der Herr eine definitorisch unzertrennliche Einheit (wie beispielsweise Kind und Vater/Mutter) bilden, deren Verhältnis im ursprünglich-heilen Normalfall auf Vertrauen und Wohlwollen/Liebe basiert.
Zu unterscheiden ist so auch zwischen Demut und Demütigung als öffentlicher Erniedrigung oder Beschämung, die der Starke dem Schwachen zufügt. Der im besten Sinne Demütige kann sich vom Mangel an Demut, dem Hochmut, gedemütigt finden; ebenso jedoch kann solche Demütigung als Waffe gegen den Hochmut gewendet werden.

## Demut als Tugend und als Fehlhaltung in Religion und Philosophie

### Die Demut bei den Griechen und Römern
Der Gedanke der Demut (gr. ταπεινότες = tapeinótes; lat. = humilitas) im Sinne des heutigen stark vom Christentum geprägten Verständnisses war der gesamten außerbiblischen bzw. -jüdischen oder -christlichen Antike und ihrer Ethik fremd. Im Kanon der vier Primärtugenden Hochsinn, Weisheit, Gerechtigkeit und Tapferkeit fehlte Demut explizit.
Als Martin Luther auch das Neue Testament ab 1522 in der sogenannten Lutherbibel aus dem Altgriechischen ins Frühneuhochdeutsche übersetzte, drückte er ταπεινοφροσύνη (tapeinophrosýnḗ = eine niedrige Gesinnung haben) mit „Demut“ aus. Der lateinische Begriff „humilitas“ (engl.: humility) für Demut verweist etymologisch auf humus (= Boden). In dieser Metapher steckt deutlich die Vorstellung, die wir in der deutschen Umgangssprache mit der Redewendung „auf dem Boden bleiben“ ausdrücken: Nicht hochmütig und ätherisch abheben, sondern chthonisch vorhandene Grenzen anerkennen. Damit kommt der lateinische Begriff humilitas (= Demut) dem heutigen Verständnis von Demut (als Grenzen anerkennen) näher als das altgriechische ταπεινότες (= tapeinótes), was im moralischen Sinne „niedrig“ bedeutet.
Statt „Demut“ stand in der hellenistischen Ethik etwa bei Aristoteles in seiner Nikomachischen Ethik das Persönlichkeitsmerkmal der Sanftmut (πραότης = praótḗs) gemeinsam mit der Tugend des Hochsinns (μεγαλοψυχία = megalopsychía) an zentraler Stelle. Der Hochsinn, verstanden als Gelassenheit, Großmut oder Großherzigkeit, dem angemessenen Denken und Handeln, zwischen den Lastern der Kleinherzigkeit und der Aufgeblasenheit oszillierend, galt Aristoteles als kaum zu erreichende menschliche Tugend. Der Hochsinnige liebe alles Große, Wahre und Schöne und unternähme nichts Kleines oder Gemeines. Die rechte Mitte einhaltend sei er sich seiner eigenen Würde bewusst und nicht von äußeren Gütern oder Einflüssen abhängig, sondern nur von seiner eigenen Tugend. Die Sanftmut war für Aristoteles gleichbedeutend mit einer klugen Selbstbeherrschung, entstanden aus der rechten Mitte der Emotionen Zornlosigkeit und Jähzorn. Wenn heute tapeinótes (Demut) mit Sanftmut (praótēs) übersetzt wird, kann der Eindruck entstehen, als hätte Demut bereits einen hohen Stellenwert in der hellenistischen Ethik eingenommen. Sanftmut (πραότης = praótēs) und Demut (ταπεινότες = tapeinótes) sind jedoch nicht deckungsgleich.
Nur an sehr wenigen Stellen finden wir in der antiken Profan-Literatur den Begriff tapeinós (ταπεινός = niedrig) positiv konnotiert. Die Demut als eine geistige Haltung gegenüber dem Göttlichen wurde nicht mit dem Begriff der sozial verstandenen Sanftmut (praótes) erfasst. Die Beziehung zu den Göttern wurde eher mit Begriffen der Ehrfurcht belegt, etwa mit δέος (déos), ευλάβεια (eulábeia) oder auch mit σεβασμός (sebasmós = Respekt, Ehrerbietung). Und die Tapeinótes (Demut) galt in ihrer „heidnisch“ sozialpolitischen Ausrichtung in den antiken Profantexten eher für die sozial Niedriggestellten und kam als Tapeinophrosýnḗ (demütige Haltung) erst über von Luther herangezogene frühchristliche Bibeltexte in der deutschen Sprache als „Demut“ in Umlauf. Wenn im Altgriechischen die Beziehung zum Göttlichen mit tapeinós (ταπεινός = niedrig) oder tapeinótēs (ταπεινότης = Demut) bezeichnet würde, wäre die spirituelle Komponente profaniert und damit nicht deckungsgleich mit dem christlichen oder heutigen Verständnis von Demut als einer ehrfurchtsvollen Selbstbescheidung des Menschen gegenüber Gott oder dem Schicksal, aber auch den Menschen. 
Erst das Christentum entwickelte eine Vorstellung von Demut als Tugend, die in der Nachfolge Jesu eine spirituelle Unterwerfung unter Gottes Willen und eine daraus abgeleitete Unterordnung auch gegenüber den Mitmenschen verlangte. „Die frühchristliche Ausprägung der Demut war eine Absetz- und Gegenbewegung zum altgriechischen Demutsverständnis als einer Tapeinophrosýnḗ für die sozial Niedriggestellten“.
Speziell die Unterwerfungsbereitschaft der frühen Christen ließ sie bereits um 200 n. Chr. „zum Gespött der Leute werden“.

### Die Demut als (jüdische und christliche) religiöse Grundhaltung
Demut bedeutet das Anerkennen der Allmacht Gottes. Demut beschreibt demnach die innere Einstellung eines Menschen zu Gott. Die Ethik des Alten Testaments fordert Demut als Ausdruck der grundsätzlichen Abhängigkeit des Menschen von Gott; im Neuen Testament und im Christentum orientiert sich die Demut am Vorbild Jesu.
Die Demut spielt im jüdischen und christlichen Denken eine besondere Rolle. Im Alten wie im Neuen Testament ist Demut eine wesentliche Eigenschaft des wahren Gläubigen –, desjenigen, der mit Gott im Reinen ist. Die Wurzel des verwendeten hebräischen Wortes enthält die Bedeutungen von „sich beugen“ oder „sich herabbeugen“. Demut wird im Alten Testament dem Hochmut entgegengesetzt (Spr 29,23 ).
Gott demütigt Menschen, um sie zu ihm (zurück) zu bringen (z. B. Dtn 8,2–3 ), und Menschen demütigen sich selbst vor Gott, um von ihm angenommen (akzeptiert) zu werden (z. B. 1 Kön 21,29 ; 2 Chr 7,14 ).
„Demütig mit/vor seinem Gott zu wandeln“ vollendet Gottes Anspruch an den Menschen (Mi 6,8 ). „Ich wohne in der Höhe und im Heiligtum und bei denen, die zerschlagenen und demütigen Geistes sind, auf dass ich erquicke den Geist der Gedemütigten und das Herz der Zerschlagenen“ (Jes 57,15 ; ähnlich Jes 66,2 ).

„Hoffart kommt vor dem Sturz / und Hochmut kommt vor dem Fall.“

Entgegen manchen Formen des religiösen Lebens, in denen eher Demütigung als Demut im Vordergrund stand, wird in der heutigen christlichen und jüdischen Spiritualität Demut nicht als ein Sich-klein-Machen oder als Leugnen des eigenen Wertes gesehen, sondern als realistische Selbsteinschätzung des Menschen in seiner Position in der Welt: Der Mensch erkennt seine eigene Geringheit im Vergleich mit der Größe Gottes, aber zugleich seine Würde und seinen Wert als Geschöpf und Kind Gottes.
Der britische Rabbi Jonathan Sacks sieht daher Demut als eine Wertschätzung seiner selbst, seiner Talente, seiner Fähigkeiten und seiner Tugenden. Ebenso beinhaltet Demut eine Wertschätzung anderer Menschen sowie eine Offenheit gegenüber der Welt.
Eine falsche Demut wird auch in 1 Tim 4,1–4  angedeutet: In kommenden Zeiten werden Menschen auftreten, die Askese und falsche Heiligkeit predigen.
Altes Zitat: „Am häufigsten freilich kommt die Demuth als Maske vor, deren sich die Heuchelei bedient, um sich Vortheile und Ehren zu erkriechen und zu erschmeicheln, weshalb eine absichtlich zur Schau getragene Demuth als sicheres Warnungszeichen vor heimlicher Tücke angesehen werden darf.“
Beispiele für ein demütiges und letztendlich gesegnetes Leben sind in der Bibel im Alten Testament Ijob und in den Spätschriften Tobit. Aus diesen Begebenheiten können Menschen, nach christlicher Auffassung, auch heute noch lernen. Ferner ist als Fazit aus solchen Erzählungen zu erkennen, dass im christlichen Glauben die Demut der Schlüssel zu allem ist. Nur der Demütige wird den Segen des Herrn empfangen.
Nach Meister Eckhart ist die Demut Grundvoraussetzung christlichen Lebens:

„Denn vollkommene Demut geht auf das Vernichten seiner selbst und stellt sich selber unter alle Kreaturen.“

„Das sicherste Fundament, auf dem diese Vollkommenheit sich zu erheben vermag, das ist die Demut; denn wessen Natur hier in der tiefsten Niedrigkeit kriecht, dessen Geist fliegt auf zur höchsten Höhe der Gottheit.“

Im siebten Kapitel der Benediktsregel heißt es auch: „Ganz sicher haben wir dieses Herab- und Hinaufsteigen so zu verstehen: Durch Selbsterhöhung steigen wir hinab und durch Demut hinauf.“
Weitere Hinweise auf das Ziel des demütigen Menschen finden sich unter anderen bei Franz von Sales und hier besonders in seinem Werk Philothea (Anleitung zum frommen Leben) sowie außerdem noch in den Büchern von der Nachfolge Christi, einer Schrift, die mehrheitlich Thomas von Kempen zugeschrieben wird.
Papst Johannes XXIII. schrieb unter anderem:

„Mein demütiges und nun langes Leben hat sich entwickelt wie ein Knäuel unter dem Zeichen der Einfachheit und Reinheit. Es macht mir nichts aus anzuerkennen und zu wiederholen, daß ich nichts bin und nichts gelte als ein reines Nichts. Der Herr ließ mich aus dem armen Volk geboren werden und hat an alles übrige gedacht. Ich habe ihn machen lassen.“

„Solange jemand sein Ich nicht unter seine Füße gesetzt hat, ist er nicht frei.“

Zur Abgrenzung von Fehlvorstellungen heißt es bei Francisco de Osuna:

„Manche verstehen unter Demut eine Enge des Herzens und die platte und kleinmütige Veranlagung eines Menschen, den nur Unwesentliches interessiert. Andere denken, Demut sei kränkliches Aussehen und Niedrigkeit, die sich in Haltung, Kleidung und Benehmen manifestiert. Manche verwechseln die Demut mit Feigheit und Furcht, von denen einige beherrscht sind, so daß sie sich nicht an große Dinge wagen. Schließlich meinen einige, es sei demütig, über keine Fähigkeiten zu verfügen oder die vorhandenen nicht zu nutzen, sondern zu verbergen. Alle diese Auffassungen sind falsch und haben nichts mit der Demut zu tun.“

Pater Damian Meyer erklärt die Demut wie folgt:
„Romano Guardini hat in einer Tagebuchnotiz aufgezeichnet, wie sich die Haltung der Demut im Leben auswirkt. Er spricht von drei Stufen der Demut: „Ihre erste Stufe ist Bescheidenheit, welche sagt: Andere sind auch noch da und sind vielleicht besser als ich - wozu noch der Geschmack kommt, der es dumm findet, sich vorn hinzustellen.“ Der Bescheidene schätzt andere hoch, ist aber auch von seinem eigenen Wert überzeugt. Er hat es nicht nötig, sich auf Kosten anderer vorzudrängen und zu profilieren. Er versucht, auch die Fähigkeiten seiner Mitmenschen zu sehen und zu fördern. In diesem Zusammenhang ist Demut die Abwesenheit von übertriebenen Ansprüchen an andere und die Aufmerksamkeit für sie. Guardini: „Ihre zweite Stufe ist das Stehen in der Wahrheit, über welche die eigene Person sich selbst vergisst.“ Hier zeigt der Demütige sein wahres Gesicht: Er unterstellt sich der wirklichen Lage der Dinge und den Erfordernissen der Situation. Er kann von sich, seinen Stimmungen und Interessen absehen und so seine Mitmenschen und ihre Bedürfnisse verstehen. Im Englischen kommt das in dem Wort „under-stand“ zum Ausdruck. Die dritte Stufe der Demut ist nach Guardini „die Liebe, die jene heilige Bewegung mitvollzieht, in welcher der große Gott sich ins Kleine hinabgeworfen hat.““

### Die Demut in der modernen Philosophie und Politik
Für Nietzsche gehörte Demut „zu den gefährlichen, verleumderischen Idealen, hinter denen sich Feigheit und Schwäche, daher auch Ergebung in Gott verstecken.“ Immanuel Kant versuchte die Demut aus dem christlichen Dogma zu lösen und definiert sie so:

„Das Bewußtsein und Gefühl der Geringfähigkeit seines moralischen Werts in Vergleichung mit dem Gesetz ist die Demut (humilitas moralis)“

Die Demut ist „so indirekt Indikator für die eigentliche Würde des Menschen als eines freiheitlichen Vernunftwesens.“
Im philosophischen Kontext spricht man auch von Seinsdemut als einer „Grundhaltung des echten Philosophen vor der Wirklichkeit“.
Der amerikanische Philosophieprofessor Robert Solomon vergleicht Demut mit einer Rede zu einer Filmpreisverleihung. Dabei solle man Arroganz und falschen Stolz vermeiden. Aber Selbstkasteiung sei auch falsch. „Demut muss nicht erbärmlich sein; sie ist oft nicht mehr als eine realistische Einschätzung des eigenen Beitrags und die Anerkennung des Beitrags anderer.“

## Demut in der Psychologie
Nach Erich Fromm (Die Kunst des Liebens) ist Demut die der Vernunft und Objektivität entsprechende emotionale Haltung als Voraussetzung der Überwindung des eigenen Narzissmus. Nach Siegbert A. Warwitz ist Demut, verstanden als „Mut zum Dienen“ oder als die „Bereitschaft zur Unterordnung“, eine Variante der Charaktereigenschaft Mut: In der Trias „Hochmut-Mut-Demut“ bildet sie den positiv besetzten Kontrapunkt zu der negativ konnotierten Erscheinung des Hochmuts. Im Sinne von „Bescheidenheit“ steht sie damit der „Arroganz“ diametral gegenüber. Demut kann sich im Wagnisbereich in der Akzeptanz einer die eigenen Kompetenzen übersteigenden schwierigen oder gefährlichen Anforderung offenbaren. Sie kann sich in der Zurücknahme vor einer übermächtigen Natur oder in der Verbeugung vor der größeren Leistung eines Kontrahenten zeigen.
Carl Gustav Jung erwähnt den Begriff der Demut im Kontext der Individuation:

„Wahrlich, der Weg führt durch den Gekreuzigten. Das heißt durch den, dem es nicht zu wenig war, sein eigenes Leben zu leben, und der darum erhöht wurde zur Herrlichkeit. Nicht lehrte er Wissbares und Wissenswertes, sondern er lebte es. Es ist nicht zu sagen, wie groß die Demut dessen sein muss, der es auf sich nimmt, sein eigenes Leben zu leben.“

## Demut im Management
Im Managementbuch Der Weg zu den Besten von Jim Collins aus dem Jahr 2001 wird Demut (englisch humility) als eine Qualität angesehen, die Führungskräfte mit der sogenannten Level-5-Führungskompetenz aufweisen. Diese seien besonders erfolgreich darin, Unternehmen zu führen.
Für den Managementalltag operationalisiert wurde der Begriff „Demut“ dann in den folgenden Jahren von Forschern wie Bradley Owens und Amy Ou. Demut hat, wer
- die eigenen Stärken und Schwächen erkennt,
- andere dafür anerkennt, was sie tun,
- immer lernbereit und offen ist und
- versteht, dass er/sie nur ein kleiner Teil eines größeren Ganzen ist.[40]

Demut wird als erlernbare Tugend angesehen, die auf drei Ebenen messbare Erfolge bringt. Zum einen für die Mitarbeiter, was z. B. Kreativität, Leistung und Ethik angeht, zum anderen auch für das Unternehmen z. B. in Bezug auf eine erfolgreichere Strategie oder eine bessere Fehlerkultur und drittens für die Führungskraft selber, z. B. was verbesserte Beziehungen und eine erhöhte Wahrnehmung von Führungspotential angeht.

## Demut in der Ethologie
Die Verhaltensbiologie von Mensch und Tier bezeichnet die demonstrative Unterwerfungsgeste bei einer Konfrontation, die in Aggression und mögliche Verletzungen münden könnte, als „Demutsgebärde“. Hierbei signalisiert das unterlegene Tier, etwa innerhalb einer innerartlichen Rangordnung oder beim Kommentkampf (Rivalenkampf), dem anderen seine Unterlegenheit, um bei dem überlegenen eine Aggressionshemmung (Tötungshemmung, Beißhemmung) zu bewirken.
Ein vergleichbares – oft unbewusstes – Verhalten ist auch bei menschlichen Auseinandersetzungen zu beobachten. Es kann instinkthaft, aber auch bewusst methodisch eingesetzt werden. Die verbal oder gestisch vorgetragene Beschwichtigungsgebärde signalisiert dem Kontrahenten Friedfertigkeit. Sie dient im sozialpsychologischen Bereich der Deeskalation von Konflikten und rechtfertigt sich zum Erhalt des eigenen Selbstbewusstseins auch unter dem Sprichwort „Der Klügere gibt nach“. In der Begegnung von Mensch und gefährlichem Tier in der Wildnis wird das „Sich-klein-Machen“, etwa von Tierfilmern und Zoologen, gezielt eingesetzt, um eine gefahrenentschärfte Annäherung zu ermöglichen.

## Trivia
Der Hörsaal "Delta" der 3. Inspektion des 124. Offizieranwärterlehrgangs an der Offizierschule der Luftwaffe führte "Demut", "Demut!" oder (lateinisch) "Humilitas" als Wahlspruch.